# Roger de Bussy-Rabutin
Roger de Rabutin, Comte de Bussy, habitualmente conhecido como Bussy-Rabutin (Epiry, França, 13 de abril de 1618 – Autun, 9 de abril de 1693), foi um escritor de memórias francês.

## Vida
Nascido em Epiry, perto de Autun, ele representou uma família distinta na Borgonha, e seu pai, Léonor de Rabutin, foi tenente-general da província de Nivernais.
Roger era o terceiro filho, mas com a morte de seus irmãos mais velhos tornou-se o representante da família. Ele estudou primeiro na escola jesuíta em Autun e depois no College de Clermont. Saiu para entrar no exército com apenas dezesseis anos e lutou em várias campanhas, sucedendo ao pai no cargo de mestre de campo. Ele participou do cerco de 1634 de La Mothe-en-Bassigny na Lorraine. Ele próprio diz-nos que as suas duas ambições eram tornar-se "honnête homme" e distinguir-se nas armas, mas a sorte estava contra ele. Em 1641 ele foi enviado para a Bastilha por Richelieu por alguns meses como uma punição por negligência de seus deveres em sua busca por bravura.
Em 1643 ele se casou com uma prima, Gabrielle de Toulongeon, e por um curto período de tempo deixou o exército. Mas em 1645 ele sucedeu à posição de seu pai nos Nivernais e serviu sob Condé na Catalunha. Sua esposa morreu em 1646, e ele se tornou mais famoso do que nunca por meio de uma tentativa de sequestrar Madame de Miramion, uma viúva rica. Este caso foi resolvido com alguma dificuldade por um pagamento considerável da parte de Bussy, e ele depois se casou com Louise de Rouville.
Quando Condé se juntou ao partido da Fronda Bussy juntou-se a ele, mas um desprezo imaginário por parte do príncipe finalmente o decidiu pelo lado real. Lutou com alguma distinção na guerra civil e no serviço estrangeiro e, comprando a comissão de mestre de campo em 1655, passou a servir sob o comando de Turenne na Flandres. Ele serviu lá em várias campanhas e se destacou na Batalha das Dunas (1658) e em outros lugares; mas não se dava bem com seu general, e seu temperamento briguento, sua vaidade arrogante e seu hábito de compor canções difamatórias tornaram-no eventualmente inimigo da maioria das pessoas de posição, tanto no exército quanto na corte.
No ano de 1659 caiu em desgraça por ter participado de uma orgia em Roissy perto de Paris durante a Semana Santa, que causou grande escândalo. Bussy foi condenado a retirar-se para suas propriedades no Château de Bussy-Rabutin e iludiu seu lazer forçado ao compor sua famosa Histoire amoureuse des Gaules (escrita em 1660) para o divertimento de sua amante doente, Madame de Montglas. Este livro, uma série de retratos e relatos das intrigas das principais damas da corte, espirituoso o suficiente, mas ainda mais mal-humorado, circulou livremente em manuscrito e teve numerosas sequências espúrias. Embora Bussy negasse as acusações, culpando Madame de la Baume (Catherine de Bonne, condessa de Tallard, falecida em 1692), uma ex-sua íntima, dizia-se que ele não poupou a reputação de membros da família real, incluindo Madame e a Rainha Mãe. Em uma carta de desculpas e explicação ao rei, Bussy alegou que um falso amigo que pediu emprestado brevemente (Madame de la Baume) o copiou e alterou sem seu conhecimento. O rei, irritado com o relatório, ficou momentaneamente apaziguado quando Bussy lhe mostrou o manuscrito original para refutar o escândalo.
Foi mandado para a Bastilha em 17 de abril de 1665, onde permaneceu por mais de um ano, e só foi libertado com a condição de se retirar para suas propriedades, onde viveu no exílio por dezessete anos. Bussy sentiu profundamente a desgraça, mas o encerramento forçado de sua carreira militar foi ainda mais amargo. Em 1682 foi autorizado a visitar a corte, mas a frieza da sua recepção lá fez o seu exílio provincial parecer preferível e ele voltou para a Borgonha, onde morreu.
Ele havia sido eleito para a Académie française em 1665, e manteve sua cadeira lá até sua morte em 1693.
A Histoire amoureuse des Gaules é uma adaptação de Petrônio em suas passagens mais marcantes, e suas atrações incluem seus famosos retratos críticos de Madame de Sévigné e do Príncipe de Condé e seu estilo único. Os seus Mémoires, publicados após a sua morte, são igualmente vivos e característicos e têm todo o encanto de um romance histórico do tipo aventureiro. Sua correspondência volumosa rende a poucas coleções do tipo em variedade e interesse, exceto para a de Madame de Sévigné, que de fato está representada nela em grande parte, e cujas cartas apareceram nela pela primeira vez. O estudante de literatura e história, portanto, deve a Bussy alguns agradecimentos.
Bussy escreveu outras coisas, das quais a mais importante, sua Genealogia da Família Rabutin, permaneceu manuscrita até 1867, enquanto suas Considerations sur la guerre foram publicadas pela primeira vez em Dresden em 1746. Ele também escreveu uma série de biografias para uso de seus filhos, nos quais sua própria vida serve a um propósito moral.

## Publicações
- Histoire amoureuse des Gaules (1666), suivie des Romans historico-satiriques du xviie siècle, Paris : Jean-Augustin Grangé, 1754. Tome I, Tome II, Tome III, Tome IV. Édition moderne présentée, établie et annotée par Roger Duchêne, Folio, Gallimard, 1993, (ISBN 2-07-038615-5)
- Carte géographique de la cour et autres galanteries, Cologne : Pierre Marteau, 1668.
- Mémoires, Paris : J. Anisson, 1696. Édition moderne présentée, établie et annotée par Daniel-Henri Vincent, Le Temps retrouvé, Mercure de France, 2010, (ISBN 978-2-7152-2949-5)
- Lettres de messire Roger de Rabutin, comte de Bussy, Paris: F. Delaulne, 1720.
- Discours à sa famille. Manuscrit Édition moderne préfacée par Yves Coirault, Précy-sous-Thill : Armançon, 2000, (ISBN 2-84479-015-1).